# Plasmatics
The Plasmatics foi uma banda de punk rock americana. A banda foi um grupo controvertido conhecido para demonstrações vivas e selvagens que quebraram interdições inúmeras como a parte de um assalto na cultura popular americana. Sua vocalista, Wendy O. Williams, foi responsável por introduzir o corte de cabelo estilo Moicano na cena punk rock americana.

## História

### Formação (1977-1979)
Em 1977, Rod Swenson, que recebeu o seu MFA em 1969 da Yale, onde ele se especializou em arte conceitual e neodadaísta, considerou que a medida da verdade ou da alta arte é o quão confrontacional ele realmente é. Ele começou então uma série de projetos da contracultura que, em meados dos anos 70, encontrou no coração da Times Square uma produção experimental de um teatro da contracultura, acompanhado de vídeos e shows de pequenas bandas como Dead Boys, Ramones, Patti Smith e outros. Foi ali que ele conheceu Wendy O. Williams (o seu nome de batismo, sendo que o "O." era a abreviação de seu sobrenome "Orlean". A título de informação, das iniciais de seu nome originou-se a palavra "WOW"[carece de fontes?]). Rod estava procurando um elenco para trabalhar em sua peça teatral, batizada de Captain Kink's Sex Fantasy Theater. Mais tarde, Wendy entrou em contato com ele e aceitou o emprego.
Wendy e Rod começaram a fazer audições à procura de membros para a banda em 1977. Porém, em julho de 1978, os "Plasmatics" fizeram a sua primeira aparição em público. O show ocorreu no CBGB, local que, alguns anos mais tarde, ficaria conhecido como "A Meca do Rock and Roll". O primeiro show da banda contava com um repertório de apenas três músicas, mas a maior ênfase era dada ao visual da banda. Para ganhar um pouco mais de suporte, a banda rapidamente fez questão de convocar um guitarrista. Foi nesse momento que o guitarrista Wes Beech aliou-se ao grupo. Ele se tornaria, após Wendy, o único membro permanente da banda a tocar (excursionar e se envolver) na produção de todo o material gravado pelos Plasmatics, ou por Wendy O. Williams em carreira-solo.
Desde a sua primeira aparição pública no CBGB, os Plasmatics rapidamente tornaram-se conhecidos na cena do punk rock nova-iorquino da época. Se eles tocavam apenas uma única vez na semana, desta vez eles passariam a tocar repetidas vezes, até mesmo quatro noites seguidas, com ingressos esgotados duas vezes na semana. Os Plasmatics conseguiram trazer para o CBGB, mais público do que qualquer outra banda. O grupo começava a aparecer em shows no CBGB com bastante frequência, até porque não havia tantos lugares para tocar na Nova York daquela época. Os espetáculos da banda, em pleno palco, rapidamente tornaram-se notórios, pois mostrava os integrantes fazendo coisas jamais antes vistas. A cena mais comum vista nos shows dos Plasmatics, era o guitarrista serrando a sua guitarra com uma serra elétrica.
Não levou muito tempo para que Rod Swenson fizesse um acordo em agendar shows da banda no Irving Plaza, que havia ganhado fama de ser um local de música polca, pois era aquele local que os poloneses veteranos de guerra costumavam frequentar. A banda começou a fazer shows por lá com bastante frequência, muitas vezes esgotando os ingressos, o que colaborou para que o Irving Plaza ganhasse reputação de reduto do Rock; abandonando a reputação de "local de música polca." Em 16 de novembro de 1979, após ganhar a atenção das pessoas mais importantes da indústria do entretenimento da cidade de Nova Iorque, os Plasmatics conseguiram finalmente agendar um show no Palladium Theater.

## "New Hope for the Wretched" (1980-1981)
Os Plasmatics começaram a fazer shows na Filadélfia, Boston, em alguns lugares de Nova Jérsei, e também por todo o nordeste dos Estados Unidos. O escritor Chris Knowles, da revista Classic Rock, escreveu: Os Plasmatics "eram a maior atração ao vivo de Nova York… e a mídia estava em cima deles por completo… Uma coisa é jogar na subversão, mas os Plasmatics, ao contrário de muitas outras bandas punks… colocavam a sua filosofia punk em ação."
Muitas gravadoras estadunidenses tinham medo de fechar contrato com a banda. A banda havia assinado com a Stiff Records, uma gravadora britânica, em março de 1980, e apareceu na capa da revista Sounds em junho daquele mesmo ano. Artistas (A&R) da Stiff Records voaram para Nova York na esperança de assistir um show da banda e, assim, analisar se tudo aquilo que eles haviam ouvido ou lido nas revistas, era mesmo real. No dia seguinte à performance, a Stiff Records fez uma oferta e um acordo foi firmado no prazo de um mês. Alguns meses depois, em um estúdio da cidade de Nova York, os Plasmatics começaram a gravar as músicas do primeiro álbum da banda, o New Hope for the Wretched.
Em adição às músicas "Corruption" e "Living Dead", que eram ligadas a esmagamentos de TV e destruição de automóveis, a música "Butcher Baby" mostrava a banda destruindo as guitarras com uma serra elétrica. A Stiff Records lançou a música "Butcher Baby" como um single, conseguindo obter sucesso. A música alcançou a 55º posição no UK Singles Chart.
A primeira apresentação dos Plasmatics, em Los Angeles, ocorreu no famoso Whisky a Go Go. O show estava programado originalmente para duas noites consecutivas, mas acabou tendo que ser feito em quatro noites devido à grande plateia.
O programa "Fridays", levado ao ar pelo canal American Broadcasting Company, que procurava ser uma versão mais refinada de Saturday Night Live, agendou um programa com Wendy e os Plasmatics para ir ao ar ao vivo, e em rede nacional, em dezembro daquele mesmo ano.
Em janeiro de 1981, a performance de Wendy O. Williams em um show na cidade de Milwaukee, fez com que ela fosse presa pela polícia da cidade. Em palco com os Plasmatics, como foi reportado, ela "fingiu que estava se masturbando com uma marreta, em frente de toda a plateia." Após o show, a polícia a acusou de indecência. Depois de ser perseguida pela polícia, ela foi jogada contra o chão violentamente e acabou levando chutes e socos no rosto (o que fez com que ela precisasse levar doze pontos). O empresário Rod Swenson, no momento que tentou intervir, acabou sendo espancado até atingir o estado de inconsciência. Os policiais acusaram Wendy O. Williams de diversos delitos, entre eles de "resistir à prisão" e por "conduta inapropriada". Swenson também acabou sendo acusado, mas ambos acabaram sendo absolvidos de todas as acusações. Muitos dizem que a música "Pig is a Pig" faz uma referência a esse infame episódio.

## "Beyond the Valley of 1984" (1981-1982)
O lançamento do segundo álbum da banda foi bastante conturbado. Muitas coisas atrapalharam, principalmente as batalhas judiciais (na época, em andamento) e o fracasso de Miller ainda com o primeiro álbum (em termos financeiros, pois o havia consumido muito tempo e dinheiro). Foi por estes motivos que todos chegaram a conclusão que o segundo álbum deveria ser um pouco mais "enxuto". Bruce Kirkland concordou em colocar os fundos, enquanto Rod Swenson produzia. Isso fez com que o álbum fosse finalizado em menos de três semanas e, o mais importante, com apenas um quarto do custo do primeiro.
Dada a recente virada de eventos, Rod propôs o nome Beyond the Valley of 1984 e a turnê, em 1981, acabou tornando-se "The 1984 World Tour". O baterista Neal Smith, famoso por trabalhar com Alice Cooper, assumiu as baquetas da banda e o álbum, com sua temática violenta (bastante visível em músicas como "Masterplan", "Pig is a Pig" e "Sex Junkie"), acabou sendo lançado alguns meses depois. Durante a gravação desse álbum, os Plasmatics foram chamados para participar do programa de Tom Snyder, onde ele apresentou a banda à plateia como sendo possivelmente "a melhor banda de punk rock de todo o mundo."
A capa do álbum Beyond the Valley of 1984 foi fotografada no deserto do Arizona, onde Wendy aparece sentada em um cavalo com a banda ao seu lado, como os "Quatro Cavaleiros do Apocalipse". O baterista não aparece na foto, pois, àquela altura, eles ainda não tinham um baterista fixo.

## EP "Metal Priestess"
Durante a última parte da turnê, Rod havia sido contratado pelo escritório do cantor, compositor e produtor Dan Hartman. Hartman, que trabalhara com bandas como 38 Special, James Brown e muitos outros, havia trabalhado em uma sessão de Los Angeles, onde ele pegou uma cópia do álbum Beyond the Valley of 1984 e não parou de tocar, alegando que o álbum era muito bom. Ele sentiu que o álbum era "vibrante". Ele disse: "Eu sabia que eu queria conhecer essas pessoas e fazer alguma coisa com eles."
Dan Hartman veio para Tribeca loft, conheceu Wendy O. Williams e Rod Swenson, e, cerca de um mês depois, ele e Rod começaram a trabalhar na produção do Metal Priestess, um mini-LP. A banda precisava de mais produtos, mas a produção de outro álbum era uma ideia prematura, principalmente pelo fato de a Capitol Records estar fazendo ofertas para um próximo álbum. Bruce Kirkland estava pronto para lançar esse material e, naquele mesmo verão, Metal Priestess foi gravado no estúdio privado de Dan Hartman, em Connecticut. O lançamento ocorreu no começo daquele outono. Metal Priestess trouxe algumas mudanças para a banda. Primeiro, a banda mudou um pouco de estilo, assumindo uma postura mais heavy metal; e segundo, pois houve a inclusão de dois novos membros na banda: eram eles, Chris "Junior" Romanelli (substituindo Jean Beauvoir) e Joey Reese.

## "Coup d'Etat" e as sessões no estúdio "Electric Ladyland" (1982-1983)
Na primavera de 1982, um acordo foi firmado com a Capitol Records. Dan Hartman ofereceu a eles a produção do demo de um álbum (ao lado de Rod Swenson), no famoso Electric Lady Studios, o antigo estúdio de Jimi Hendrix em Nova York. O álbum todo foi arranjado, gravado e mixado dentro de uma semana. Dieter Dierks, que havia trabalhado anteriormente com o Scorpions, também demonstrou interesse em produzir esse material.
Coup d'Etat foi um álbum de sucesso que começou a misturar elementos do punk rock com o metal, uma coisa que, posteriormente, no fim dos anos 80, acabou sendo copiada por bandas como S.O.D., Anthrax e Cro-Mags. Wendy também acabou adquirindo um estilo único de cantar. Ela forçava tanto a sua voz na hora de cantar, que acabou fazendo tratamentos para evitar danos permanentes em suas cordas vocais. Tudo ocorreu em Colônia, na Alemanha, pois era ali que o álbum estava sendo gravado.
Os demos, produzidos por Dan Hartman, foram lançados 20 anos depois, sob o nome de Coup de Grace. A versão mais cru do álbum Coup d'Etat, que levou menos de um décimo de tempo para ser feito, e também apenas uma fração do orçamento, é louvada por muitos fãs por ser a verdadeira versão do álbum.
O videoclipe de "The Damned", que Rod Swenson produziu e dirigiu, trazia Wendy dirigindo um ônibus escolar e colidindo-o contra uma pirâmide de televisões.
Quando a turnê começou, estava claro que a Capitol Records estava começando a deixar o grupo de lado para dar mais atenção a novas bandas, como Duran Duran (em parte, pois essas novas bandas poderiam vender dez vezes mais). Pouco tempo após o lançamento do álbum, a Capitol Records demitiu os Plasmatics.

## O fim dos Plasmatics, e a carreira solo de Wendy O. Williams (1983-1986)
Em 1982, o Kiss perguntou para Wendy se os Plasmatics gostariam de aparecer na turnê deles, como convidados especiais. O Kiss gostaria que os Plasmatics, e Wendy O. Williams, trouxesse um pouco de ar fresco para eles; porém, ao mesmo tempo, o Kiss sabia que aquilo seria bom para os Plasmatics, pois eles teriam a chance de lidar com uma nova audiência, o que seria a oportunidade de tentar a sorte em um novo mercado. Após o fim de turnê com o Kiss, ficaria claro que a Capitol Records não os aceitaria de volta.
Gene Simmons se aproximou de Wendy O. Williams e também de Rod Swenson, e disse a eles que gostaria de produzir o próximo álbum de Wendy. Portanto, a fim de evitar qualquer problema sobre questões legais com a Capitol Records, eles decidiram não usar o nome dos "Plasmatics" na gravação. Dessa forma, eles chamariam a gravação simplesmente de W.O.W., as iniciais do nome de Wendy O. Williams. Gene Simmons sentiu que isso daria um pouco mais de liberdade para que ele colocasse novos músicos no álbum.
Wes Beech continuou sendo o guitarrista principal e rítmico, e T.C. Tolliver também continuou sendo baterista. Gene Simmons, com o pseudônimo de "Reginald Van Helsing", assumiu o baixo. O único novo membro da banda foi o guitarrista Michael Ray, que foi trazido para o álbum a fim de evitar qualquer problema técnico. Problemas típicos que haviam perturbado os "Plasmatics" na gravação do álbum "Coup d'Etat". Gene Simmons também chamou para o álbum alguns músicos do Kiss, entre eles Ace Frehley, Paul Stanley e o baterista Eric Carr (que apareceu em apenas uma música, como baterista convidado).
Críticas foram enviadas para diversos meios de comunicação. Malcolm Dome, um crítico musical da revista Kerrang!, escolheu o álbum "W.O.W." como o melhor álbum do ano. Em 1985, Wendy O. Williams recebeu uma indicação ao Grammy por "Melhor Voz Feminina no Rock".
O cabelo moicano de Wendy O. Williams, que já havia se tornado a sua marca registrada, foi deixado de lado, e ela optou por deixar o seu cabelo crescer novamente. Portanto, a foto na capa do álbum "W.O.W." (tirada por Rod Swenson), foi exatamento o oposto. Wendy O. Williams apareceu sem o moicano, e prezou apenas pela simplicidade.

## "Maggots: The Record" (1987)
Maggots: The Record foi gravado em 1987, porém a história se passa 25 anos no futuro. A história fala dos abusos que os humanos cometem contra o meio ambiente, e que acaba desencadeando um grande efeito estufa.
Chamado por muitos como a "Ópera rock do thrash metal", o tema central do álbum é um grupo de cientistas que tenta eliminar o lixo dos rios e do oceano. Para que isso seja possível, eles acabam criando uma raça de larvas. Essas larvas têm a função de comer todo o lixo e, consequentemente, morrer. Porém, o efeito estufa ´fica cada vez pior, o que faz com que as geleiras derretam, colocando as larvas em contato com as criaturas terrestres. As larvas ficam maiores a cada ciclo, devido ao excesso de alimentação, até que elas começam a dominar tudo. No fim do álbum, os cientistas e políticos começam a conversar para decidir o que poderá ser feito para salvar a humanidade.
Uma crítica na Kerrang! foi publicada pouco tempo após o lançamento do álbum, e dizia: "Uma obra-prima muito simples… um trabalho de gênio."

## Membros

### Membros finais
- Wendy O. Williams - vocal (1978 – 1988)
- Wes Beech - guitarra rítmica, teclado (1979 – 1988)
- Chris Romanelli - baixo, teclado (1981 – 1984; 1987 – 1988)
- Ray Callahan - bateria (1986 – 1987)

### Antigos membros
Antigos guitarristas
- Richie Stotts - guitarra (1978 – 1983)
- Michael Ray - guitarra (1984 – 1987)

Antigos baixistas
- Michael David - baixo (1978)
- Chosei Funahara - baixo (1978 – 1980)
- Jean Beauvoir - baixo, teclado (1980 – 1981)
- Greg Smith - baixo (1984 – 1986)

Antigos bateristas
- Stuart Deutsch - bateria (1978 – 1980)
- Neal Smith - bateria (1981) [em estúdio apenas]
- Tony Petri - bateria (1981)
- Joey Reese - bateria (1981)
- T.C. Tolliver - bateria (1982–1986)
- Michael Lugassy - bateria

Pessoas da produção
- George Pierson - turnê/ gerenciador de som
- Jim Kramer - agendamento
- Pyro Pete - pirotecnia

## Álbuns de estúdio
| Título                    | Ano  | UK Albums Chart |
| ------------------------- | ---- | --------------- |
| New Hope for the Wretched | 1980 | 55º             |
| Beyond the Valley of 1984 | 1981 |                 |
| Metal Priestess (mini-LP) | 1981 |                 |
| Coup d'Etat               | 1982 |                 |
| Maggots: The Record       | 1987 |                 |
| Coup de Grace             | 2000 |                 |

## Coletâneas
| Informação do Álbum                                                                                                  |
| --- |
| Fuck You!!! And Loving It: A Retrospective (Plasmatics e faixas de Wendy em carreira-solo) - Ano de lançamento: 1988 |
| The Early Years - Ano de lançamento: 2001                                                                            |
| Put Your Love in Me: Love Songs for the Apocalypse - Ano de lançamento: 2002                                         |
| Final Days: Anthems for the Apocalypse - Ano de lançamento: 2002                                                     |

## Extended play (EP)
| Título              | Formato | Ano  |
| ------------------- | ------- | ---- |
| Meet the Plasmatics | EP 12"  | 1979 |
| Butcher Baby EP     | EP 12"  | 1980 |

## Singles
1. Butcher Baby (1978)
2. Dream Lover (1979)
3. Butcher Baby (1980) Ao vivo
4. Monkey Suit (1980) Ao vivo

## Vídeo
| Título                                  | Formato | Ano  |
| --------------------------------------- | ------- | ---- |
| 10 Years of Revolutionary Rock and Roll | DVD     | 2006 |